# Power Glove
A Power Glove foi um acessório no formato de luva virtual para o Nintendo Entertainment System (NES) lançado em 1989 com a característica de simular recursos de mecânica de realidade vitual, contudo, o produto não obteve o sucesso esperado devido a imprecisão dos sensores e a dificuldade para usar os controles, tendo apenas 2 jogos feitos especificamente para o acessório Super Glove Ball e Bad Street Brawler. Foram vendidas 100 mil unidades nos Estados Unidos.
O produto foi desenvolvido a partir da VPL Dataglove, mas com modificações para reduzir o custo, enquanto a Dataglove usava sensores de fibra ótica,  conseguia detectar os 3 eixos de rotação e tinha 256 posições diferentes, a Power Glove utilizava um sensor de tinta condutiva e detectava apenas um eixo de rotação e tinha apenas 4 posições
Apesar do baixo número de vendas na época, o acessório acabou ganhando o status de cult, tendo inclusive o documentário "The Power of Glove" lançado em 2017. A dupla australiana de synthwave, Power Glove, que produziu a trilha sonora da série "GDLK" da Netflix, homenageia o joystick no nome.